# Bulletin des Sociétés Chimiques Belges
Bulletin des Sociétés Chimiques Belges era una rivista accademica che si occupava di chimica.
Nata nel 1887 come Bulletin de l'Association Belge des Chimistes ha cambiato nome nel 1904. Nel 1998 è confluita nello European Journal of Organic Chemistry e European Journal of Inorganic Chemistry.